# Madame Masque
Madame Masque, il cui vero nome è Whitney Frost, nata Giulietta Kristina Nefaria, è un personaggio dei fumetti creato da Stan Lee (testi) e Gene Colan (disegni), pubblicato dalla Marvel Comics. La sua prima apparizione avviene in Tales of Suspense (Vol. 1) n. 98 (febbraio 1968).
Avversaria, ma occasionalmente anche interesse sentimentale, di Iron Man, Madame Masque è una supercriminale figlia ed erede del Conte Nefaria al comando della sua famiglia nel Maggia. Gravemente sfigurata, nasconde il volto dietro a una distintiva maschera dorata, cosa che, unita al suo burrascoso passato e al rapporto conflittuale col genitore, le conferisce una natura profondamente conflittuale, insicura, paranoica e nevrotica rendendola capace sia di grande compassione che di grande crudeltà.

## Biografia del personaggio

### Origini
Nata a Roma, Italia, dal Conte Luchino Nefaria e da sua moglie Renata, che muore dandola alla luce, Giulietta viene portata negli Stati Uniti dal padre dopo pochi mesi e, dato che avrebbe preferito avere un figlio maschio, affidata alle cure del ricco finanziere suo associato, Byron Frost, e di sua moglie Loretta, che la ribattezzano "Whitney Frost".
La ragazza cresce dunque ignorando la sua reale discendenza finché, alla morte dei genitori adottivi, il suo vero padre la contatta rivelandole la verità e obbligandola a lavorare per lui assumendo il comando della famiglia Nefaria nel Maggia. Disgustata, inizialmente Whitney rifiuta ma, quando il suo fidanzato, saputo dei legami tra essa e il crimine organizzato la lascia per paura che ciò possa danneggiare la sua carriera politica, non le rimane che accettare. Anni dopo viene incaricata di infiltrarsi nelle Stark Industries seducendo Jasper Sitwell, agente di collegamento tra esse e lo S.H.I.E.L.D.; quando tuttavia inizia a provare veramente dei sentimenti per l'agente il suo piano viene compromesso e, riuscita a penetrare con un raid alle Stark Industries assieme ai suoi uomini, all'arrivo di Iron Man decide di fuggire dopo aver salvato Sitwell da morte certa in uno scontro a fuoco. L'aereo usato dalla ragazza per fuggire subisce però un guasto mentre è ad alta quota e precipita; sopravvissuta per miracolo, Whitney viene rinvenuta e soccorsa da Mordecai Midas ma rimane permanentemente sfigurata.
Non volendosi mostrare a nessuno in tali condizioni, la ragazza chiede asilo a Mida e diventa una sua subordinata iniziando a nascondere il viso con una maschera d'oro e facendosi chiamare: "Madame Masque".

### Madame Masque
Tempo dopo, Madame Masque si imbatte in Tony Stark ma, dato che un Life Model Decoy senziente ne ha preso il posto alla guida delle Stark Industries, si convince sia solo un sosia e, eseguendo gli ordini di Mida, lo addestra allo scopo di infiltrarsi negli uffici della sua azienda per "sostituire l'originale". Nel periodo passato insieme lei e Tony iniziano a sentirsi attratti l'uno dall'altra e, pur rendendosi conto che sia lui l'originale, Masque decide di far finta di nulla e procedere col piano sebbene ciò voglia dire aiutarlo a riprendersi la società facendo infuriare Mida che le ordina nuovamente di rapirlo. Ormai divenuta intima con l'uomo, Masque gli rivela la sua vera identità mostrandosi senza maschera per la prima volta dopo l'incidente, Stark afferma di trovarla comunque bella e le dà il coraggio di tradire Mida scappando con lui ma essa, incapace di perdonarsi per le sue azioni criminali, decide di darsi alla macchia tornando sporadicamente come alleata di Iron Man e Jasper Sitwell.
Non riuscendo a dimenticare Tony, pur di stargli vicino la ragazza, con l'identità fittizia di "Krissy Longfellow", si fa assumere come sua nuova segretaria e guardia del corpo ma non ci vuole molto prima che entrambi realizzino la rispettiva identità segreta, diventino partner nella lotta al crimine e vadano a convivere in un appartamento a Manhattan. Quando però suo padre si ammala gravemente a causa del tentativo di ottenere superpoteri, Madame Masque chiede a Tony di salvargli la vita ma il Conte Nefaria lo aggredisce in preda alla follia e, nello scontro che segue, apparentemente, muore.
In un misto di rabbia e senso di colpa, Madame Masque lascia Stark, si dà nuovamente al crimine e riassume il comando della famiglia Nefaria nel Maggia tornando ad affrontare Iron Man anche in veste di alleata di Obadiah Stane e scambiandosi brevemente di corpo con la nuova fidanzata di Stark, Bethnay Cabe, per assassinarlo.
Divenuta nel frattempo sempre più paranoica, Masque finge la sua morte e costruisce una serie di copie di sé stessa detti bio-duplicati nonché una serie di servitori robotici battezzati in onore dei più famosi traditori della storia: "Benedict", "Bruto", "Fawkes", "Quisling" e "Monmouth". Masque si riconcilia con Iron Man e torna brevemente dalla parte del bene aiutando i Thunderbolts e i Vendicatori a sconfiggere il suo resuscitato padre tuttavia, terminata la battaglia, pur andandosene amichevolmente e ringraziando tutti, decide di riprendere la sua ormai affermata carriera criminale.

### Civil War e Secret Invasion
Durante la guerra civile dei superumani, Madame Masque diviene alleata e amante di Hood, unendo le loro forze e i loro uomini i due, approfittando dei disordini tra la comunità supereroistica causati dall'Atto di Registrazione dei Superumani affrontano i Nuovi Vendicatori, nel corso della battaglia però, Masque viene sconfitta dal Dottor Strange, presa in custodia dallo S.H.I.E.L.D. e portata in una struttura detentiva dove un gruppo di Skrull, fingendosi agenti, tentano di scoprire il suo vero volto per sostituirla ai fini della loro invasione segreta ma Hood giunge in suo soccorso liberandola e uccidendo tutti gli invasori alieni eccetto uno, cui, tramite tortura, la coppia estorce i piani d'invasione.
Masque, Hood e i loro alleati si uniscono in seguito ai supereroi impegnati nella battaglia finale contro le forze Skrull al centro di New York.

### Dark Reign
Con l'avvento del suo Regno Oscuro, Norman Osborn mette una taglia sulla testa di Tony Stark e ordina personalmente a Madame Masque di trovarlo, la donna riesce a localizzarlo in Russia e, pur chiarendo di provare ancora dei sentimenti per lui e scoprendosi ricambiata, procede con la sua missione affrontando sia Tony che Pepper venendo sconfitta.
Successivamente lei e Hood affrontano i Nuovi Vendicatori su ordine di Osborn e, nel momento in cui il compagno si fa possedere da Dormammu per affrontare il dottor Strange e sottrargli il titolo di Stregone Supremo, essa lo aiuta a controllare il demone mostrandogli il suo vero volto e confessandogli i sentimenti che nutre nei suoi confronti. La coppia partecipa successivamente all'Assedio di Asgard ma, dopo che Loki sottrae loro le Pietre delle Norne per aiutare il fratello e i Vendicatori, sono costretti alla fuga e, dopo aver tentano di allearsi con suo padre, vengono arrestati.

### Età degli eroi
Tempo dopo, evaso dal carcere, Hood inizia a raccogliere le Gemme dell'Infinito e, entrato in possesso di quella della Realtà, se ne serve per far sparire le cicatrici sul viso dell'amata. Successivamente affronta Moon Knight per fare un favore a suo padre e, tempo dopo, recatasi a Madripoor, viene colta di sorpresa, legata e imbavagliata da Kate Bishop che, in seguito, la umilia rubandole i vestiti e prendendo il suo posto a un'asta criminale per acquistare e distruggere un video che mostra Occhio di Falco uccidere un dittatore asiatico. Infuriata, Madame Masque giura vendetta e inizia un'aspra faida con la ragazza.
Contemporaneamente si unisce ai Signori del male del Barone Zemo e all'HYDRA.

### Nuovissimo Universo Marvel
In seguito alla distruzione e rinascita del multiverso, Madame Masque inizia a servirsi di una nuova maschera trasparente con elaborate decorazioni nell'area attorno agli occhi, inoltre inizia a cercare determinati artefatti magici per ottenere poteri soprannaturali ma viene posseduta da un'entità demoniaca e sconfitta da Iron Man, il Dottor Destino e il Dottor Strange, che la consegnano poi allo S.H.I.E.L.D..

## Poteri e abilità
Madame Masque dispone di una grande intelligenza e di un'elevata capacità d'apprendimento, cosa che le ha consentito di acquisire rapidamente gli insegnamenti paterni divenendo una straordinaria combattente corpo a corpo, un'ottima leader, una superba stratega, un'esperta di spionaggio (soprattutto industriale), una maestra del travestimento capace di passarsi per chiunque e un'abile pilota; inoltre, sebbene sia parecchio competente nell'uso delle armi bianche e come torturatrice, in genere predilige le armi da fuoco. In qualità di capo di una famiglia Maggia, Madame Masque ha accesso a enormi fondi monetari, una fitta rete di contatti sia nel crimine organizzato che nella comunità supercriminale, numerosi sottoposti e un molteplici dispositivi hi tech; infine è un'eccellente scienziata, come dimostrato dalla creazione dei suoi bio-duplicati, di vari servitori robotici o dall'aver modificato il progetto originale degli androidi Dreadnought dell'HYDRA.
Madame Masque indossa una resistentissima tuta antiurto e antiproiettile realizzata in un non meglio precisato materiale sintetico nonché una maschera color oro forgiata in realtà con una fibra capace di assorbire ogni impatto senza alcun danno. Generalmente si serve di una coppia di .475 Wildey Magnum, tuttavia la si è vista utilizzare anche pistole semi-automatiche o a raggi e un'arma concepita appositamente per neutralizzare i poteri del padre. Il suo arsenale comprende inoltre varie tipologie di esplosivi, fumogeni, granate e gas.

## Altre versioni

### House of M
Nella realtà alternativa House of M, Madame Masque è un'ex-Maggia rimasta orrendamente sfigurata quando Magneto ha inviato le Sentinelle a distruggere l'organizzazione. Successivamente unitasi ai Signori del male di Hood diviene la sua compagna ed è una dei pochi a rimanere al suo fianco quando le forze di Magneto attaccano Santo Rico venendo uccisa da Wolverine. La morte della donna e l'amore provato per lei spingono Hood a continuare a lottare fino alla fine.

### Marvel Noir
Nell'universo Marvel Noir esistono due versioni di Madame Masque:
- In Spider-Man Noir Felicia Hardy è la proprietaria del night club Black Cat nonché vecchia fiamma di Ben Urich[53] che, dopo averne vendicato la morte uccidendo il sicario di Norman Osborn responsabile, viene rapita dagli uomini del suddetto e liberata da Spider-Man di cui scopre l'identità segreta e con cui inizia a collaborare[54], quando però il suo uomo, il boss mafioso Crime Master, viene a sapere della cosa, in preda alla gelosia l'aggredisce brutalmente sfigurandola[55]. Una volta ripresasi, la donna inizia a indossare una maschera bianca per nascondere il suo viso[56].
- In Iron Men Noir la dottoressa Giulietta Nefaria è una compagna d'avventure nonché amante dell'industriale e avventuriero Tony Stark che lo tradisce consegnandolo ai baroni nazisti Strucker e Zemo[57]. Durante la fuga dell'uomo rimane coinvolta in un'esplosione che la sfigura obbligandola, da lì in avanti, a indossare una maschera di giada[58]; alleatasi coi nazisti per vendicarsi rapisce Pepper per attirare in trappola Stark ma viene sconfitta[59].

## Altri media

### Televisione
- Madame Masque compare come antagonista principale nel quinto episodio della seconda stagione della serie animata Iron Man del 1994, L'occhio di Iside (Beauty Knows No Pain) doppiata in originale da Lisa Zane[60]. Durante la puntata, Madame Mask utilizza i suoi legami con il Maggia per imposeessarsi di un gioiello appartentete alla dea Iside, in modo da avere potere e recuperare la bellezza perduta.
- Il personaggio, ribattezzato Whitney Julietta Stane, compare in Iron Man: Armored Adventures. In tale versione è una ragazzina adolescente figlia di Obadiah Stane e coetanea di Tony, Rhoedey e Pepper; presente dapprima in un ruolo minore e ricorrente, dopo aver indossato il prototipo di una maschera e un'armatura di camuffamento, impazzisce a causa delle emissioni di radiazioni al suo interno e diviene una supercriminale: "Madame Mask".
- Whitney Frost, interpretata da Wynn Everett[61], appare nella seconda stagione della serie televisiva Agent Carter[62]. In tale versione il suo vero nome è Agnes Cully, attrice hollywoodiana e geniale inventrice sposata al ricco imprenditore Calvin Chadwick; rimasta coinvolta in un'esplosione di Materia Zero la assorbe dentro di sé divenendo capace d'inglobare qualsiasi essere vivente nel proprio corpo rimanendo però progressivamente sfigurata; una volta separata dalla sostanza impazzisce e viene rinchiusa in un manicomio criminale.

### Videogiochi
- Whitney Nefaria è una degli antagonisti del videogioco Iron Man, basato sull'omonimo film.
- Madame Masque compare come boss di fine livello in Marvel: Avengers Alliance.

### Musica
- Madame Masque è l'unica antagonista cui il gruppo progressive rock britannico degli Icarus ha dedicato un brano, intitolato semplicemente "Madame Masque", nel loro album del 1972 The Marvel World of Icarus ispirato, appunto ai personaggi Marvel Comics.